# Змієнога Богиня
Змієнога богиня (англ. Snake-Legged Goddess), також згадувана як богиня Ангуіпед (англ. Anguipede Goddess), згідно зі скіфською релігією була богинею-прародителькою скіфів.

## Ім'я
«Богиня зі змієногими ногами» або «Богиня зі зміями» — це сучасна назва цієї богині, яку так називають тому, що на деяких зображеннях вона зображена як богиня зі зміями або вусиками замість ніг.

## Історія

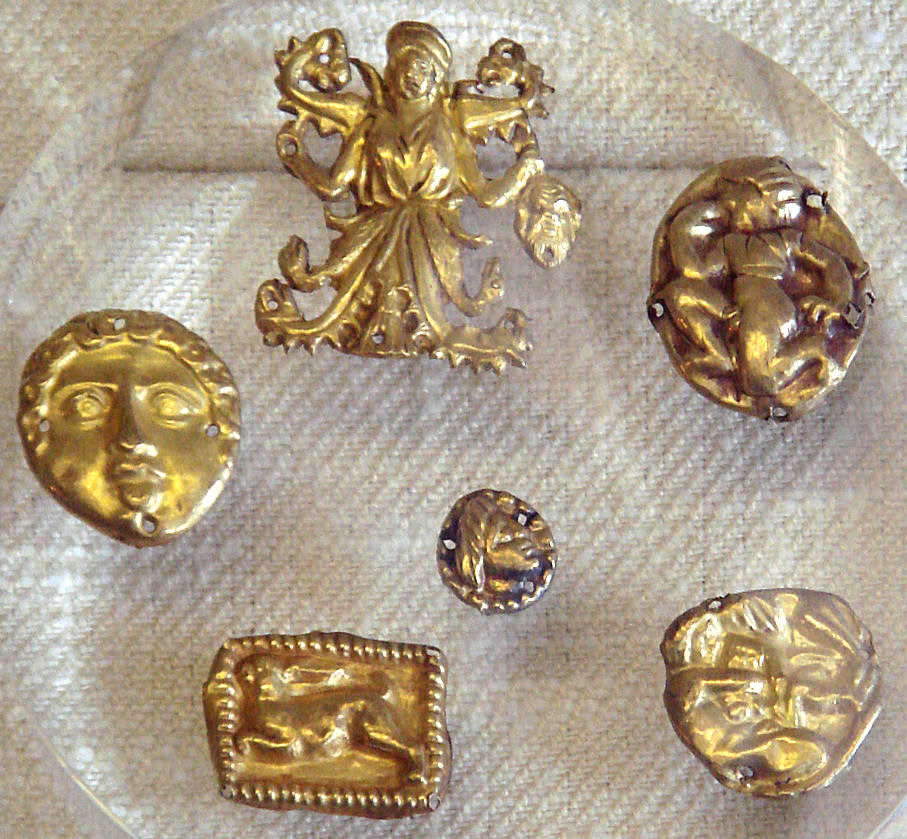
Змієнога богиня (вгорі)

### Походження
Змієнога богиня та її роль як праматері скіфів має ранні витоки і передує контактам скіфів із середземноморськими релігіями, які вплинули на культ Великої богині Артімпаси, з якою була пов'язана Змієнога богиня. Ця богиня, як видається, походить з давньої іранської традиції. Схоже, що ця богиня походить із стародавньої іранської традиції.
Змії, що утворювали кінцівки і росли з плечей змієногої богині, також пов'язують її з зороастрійським хтонічним чудовиськом Ажі Дахака, варіант якого з'являється в пізнішій перській літературі як лиходійський образ Заххак, у якого з кожного плеча росли змії.

### Західноазійський вплив
У VII столітті до нашої ери скіфи проникли в Західну Азію, і в цей час на скіфську релігію вплинули релігії народів Родючого півмісяця. На Змієногу богиню вплинула левантійська богиня Атаргатіс у кількох аспектах, що призвело до сильної схожості між двома богинями, такими як їхні жахливі тіла, символіка родючості та рослинності, легенди про їхні любовні пригоди, а також їхні відповідні зв'язки та майже повне ототожнення з Артімпасою та Афродітою Оранією.
Інший вплив могла мати греко- колхідська богиня Левкотея, міфологія якої як жінки, що перетворилася на богиню після того, як кинулася в море через прокляття Гери, пов'язує її з Атаргатіс, і чиє святилище у Вані мало колони, увінчані жіночими протоменами, що виростали з листя akanthos, подібного до листя Змієногої богині.

### Грецький контакт
Грецький поет Гесіод, можливо, згадував змієногу богиню в «Теогонії», де він порівняв її з жахливою постаттю Єхидни з грецької міфології. У розповіді Гесіода «Єхидна» була змієподібною німфою, яка жила в печері далеко від будь-яких населених земель, і бог Таргітай (Targī̆tavah), ототожнюваний з Гераклом, убив двох її дітей, а саме Лернейську гідру та Немейського лева. Таким чином, у цій історії «Геракл» виступає як руйнівник зла і покровитель людських осель, розташованих на місці, де раніше панувала руйнація.
Однак Змієнога богиня найбільш відома з різних греко-римських переказів скіфського генеалогічного міфу, в якому вона об'єднується з богом Таргітаєм, щоб стати матір'ю перших предків скіфів та їхніх царів.

## Культ

### Функції
Скіфська змієнога богиня була первісною прародителькою людства, пов'язаною з життєдайним началом, але водночас мала хтонічну природу, через що її зображення розміщували у скіфських гробницях. Статус Змієногої Богині як праматері скіфів пов'язував її з культом предків. Також, будучи керівницею життєвого циклу, вона була також дарувальницею вічного життя для померлих.
Деякі зображення Змієногої богині були виявлені в похованнях, що приписує цій богині як хтонічну, так і рослинну символіку, що слідує мотиву рослинних божеств, які мають хтонічні риси. Змієнога Богиня також була богинею Дерева Життя, а також Потнією Терон або Королева тварин, про що свідчить присутність поруч з нею котячих на скіфському мистецтві та лурестанських бронзових виробах.
Зображення Змієногої богині на скіфських прикрасах кінської збруї свідчать про те, що вона також була покровителькою коней, що може бути пов'язано з любовним зв'язком між Таргітаєм і богинею, який розпочався після того, як вона утримала його кобил.

#### Приналежність до Артімпаси
Відображаючи вплив левантійських культів, в яких Велику Богиню часто супроводжувала маленька напівзвіроподібна богиня, Змієнога Богиня, яка також була скіфською праматір'ю, була пов'язана з Артімпасою. Змієнога була настільки тісно пов'язана з Артімпасою, що це межувало з ототожненням до такої міри, що образи двох богинь майже зливалися, але, тим не менш, залишалися відмінними одна від одної.
Ця відмінність чіткіше проявляється в тому, що Артімпасі відводилася роль статевого партнера царя і божественної сили царів, яка дарувала царську владу, але не вважалася праматір'ю народу, а також у тому, що ні боспорські царі сарматського походження, ні греко-римські автори не називали Афродіту чи Артімпасу прародителькою скіфів.

#### Зв'язок з Таргітаєм
Змієнога богиня пов'язується з Таргітаєм, оскільки останній був батьком її трьох синів, а його попередньо передбачувану роллю бога-змії, ототожненого греками Понтійської Ольвії з Ахіллесом Понтархесом (Aχιλλευς Ποντάρχης) (букв. «Ахіллес, володар Понту Евксинського»).
Мореплавці повинні були пройти через культове місце Таргітая-Ахіллеса на острові Борисфен, щоб досягти мису Гіпполай, де знаходився священний гай грецької богині Гекати, з якою греки асимілювали скіфську змієногу богиню.

### Міфологія
Змієнога фігурує у всіх варіантах скіфського генеалогічного міфу як скіфська праматір, яка народжує пращура і першого царя скіфів від Таргітая.
Змієнога з'являється з незмінними рисами, включаючи те, що вона є дочкою або річкового бога, або бога землі і живе в печері, а також те, що вона є напівжінкою-напівзмеєю.
Опис Діодора Сицилійського цієї богині в його переказі генеалогічного міфу як «діви, яка народилася на землі, страждаючи від болю», означає, що вона була дочкою Апі, ймовірно від річкового бога, і тому була хтонічною та пов'язана з водою, але однак не була ідентичною самій Апі, а натомість належала до молодшого покоління божеств «нижчого статусу», які брали більш активну участь у людському житті.

### Іконографія

#### Богиня зі зміїними ногами
Відомо кілька зображень змієноногої богині, часто виготовлених грецькими майстрами для скіфського ринку, більшість із них зображують її як богиню зі змієподібними ногами або вусиками як ноги. Деякі зображують її крилатою, з головами грифонів, що ростуть нижче її талії, також вона може тримати відрубану голову. Багато з них були знайдені в похованнях, таким чином приписуючи богині як хтонічну, так і рослинну символіку, яка слідує за мотивом рослинних божеств, що володіють хтонічними рисами.
Про зв'язок Зміїної Богині з життєдайним началом свідчить її поза, де її руки та ноги були широко розставлені, що становило «позу народження». Таким чином, цей складний образ відображає поєднання людського материнства, рослинності та тваринного світу в змієногій богині.

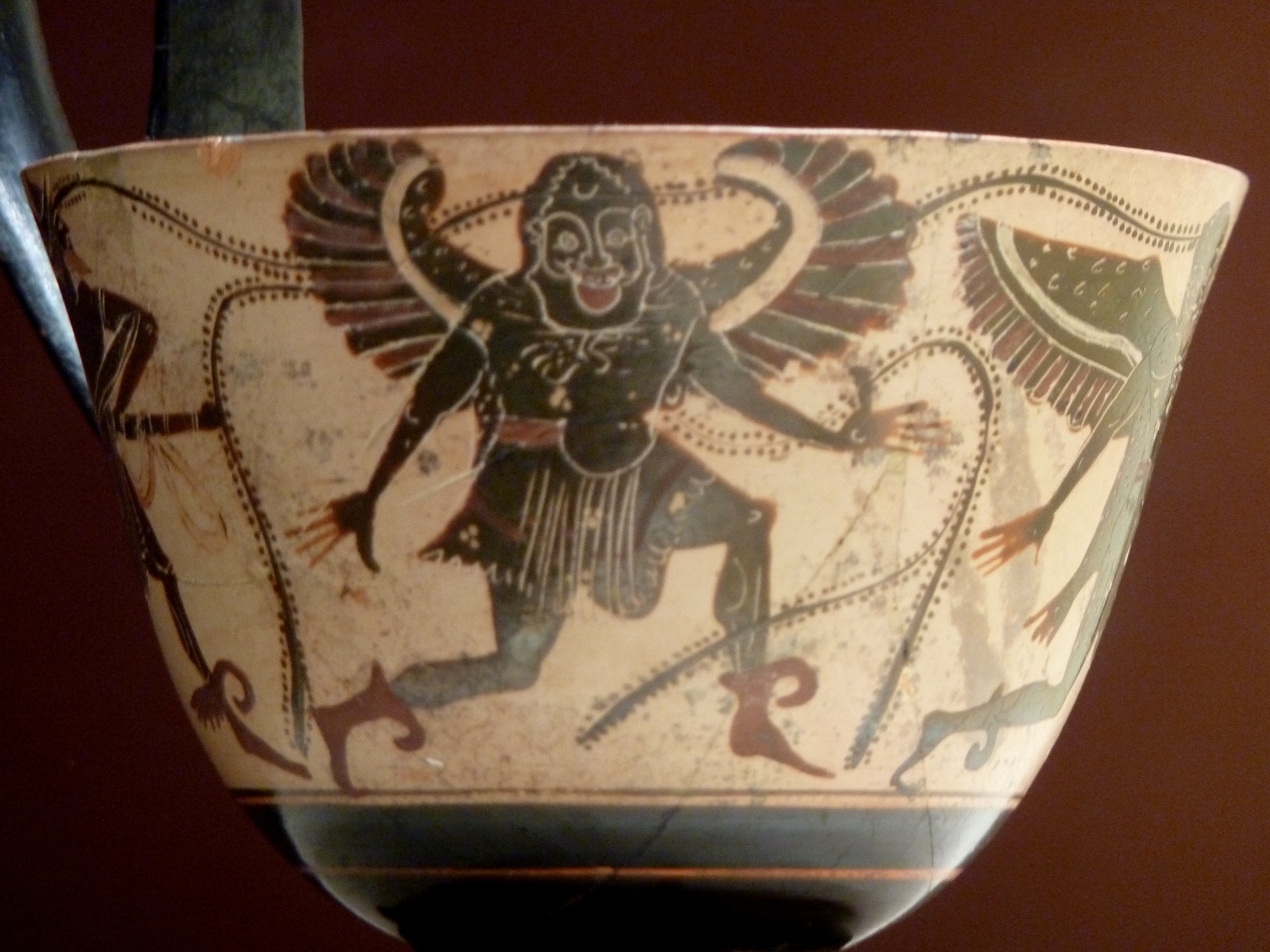
Крилата Горгона. Грецька кераміка 6 століття до нашої ери.

Змії також пов'язували Змієногу богиню з грецькою Медузою, а грецькі зображення Медузи, особливо у формі підвісок, знайдених у гробницях скіфських вельмож, були дуже популярні в Скіфії через її зв'язок зі Змієногою богинею. Можливі зображення богині в образі Медузи були знайдені в скіфському мистецтві: на пошкодженому ритоні з Келермеського кургану вона зображена як крилате божество, що біжить, з маленькими крилами на не змієподібних ногах, оточена з обох боків грифонами, а золоту пластину з Шаханського кургану прикрашає зображення крилатого божества, що тримає двох тварин.
Змієнога богиня представлена з крилами на підвісках з кургану Велика Близниця та Усть-Лабінської стоянки, подібна підвіска була знайдена у склепі елліністичного Херсонеса разом з підвісками у вигляді відрубаних голів. Передня частина набору бляшок з кінськими головами з Цимбалової могили прикрашена зображенням богині зі зміїними ногами, під якими знаходяться голови грифонів і рослинні вусики, а також вусики над капелюхом-калатосом; на передній частині виробу були фалери із зображенням голів Медузи та Сейлени, а також рибоподібні бокові частини, що свідчить про можливий вплив на змієногу богиню левантійської водної богині Атаргатіс.
Іконографія Ангіпеди, що передує іконографії богині на зміїних ногах, як видається, походить з давньоіранських традицій: кубок, датований початком І тисячоліття до н. е., знайдений у Лурестані, прикрашений двоголовою фігурою з жіночими грудьми, руками та стегнами, а також ногами рептилії, яка тримає газелей в обох своїх руках. Ці зображення потім з'явилися в Північній Європі в бронзовому та залізному віках і були присутні в ранньому періоді Латенської культури, після чого вони з'явилися в мистецтві пізньої бронзової доби Німеччини та Скандинавії.

#### Вусиконога богиня

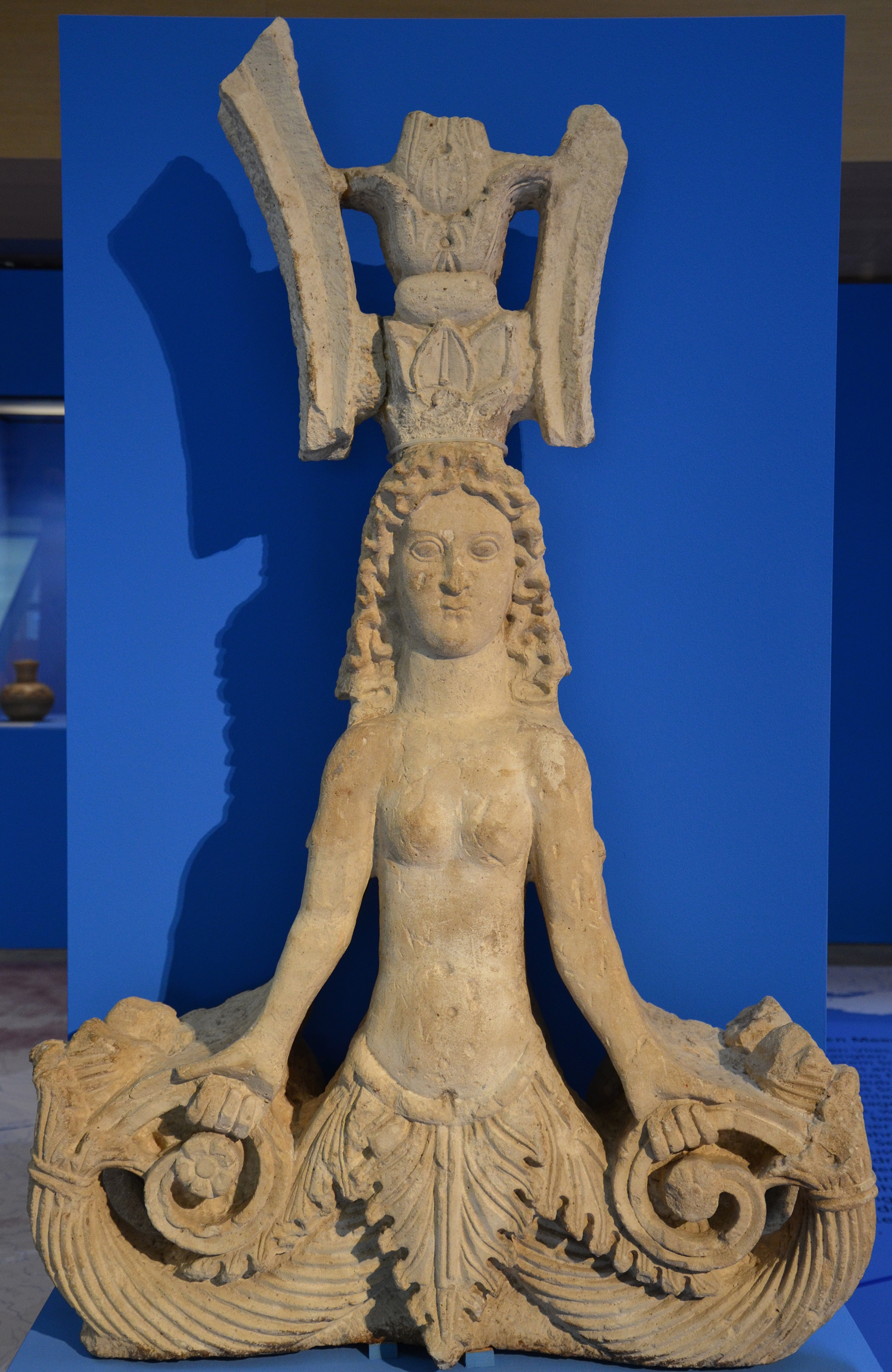
Боспорський варіант Вусикононогої богині з І-ІІ ст. н. е.

Зображення на налобнику з Великої Цимбалки є проміжним між зображеннями богині з вусиками на ногах та зображеннями богині з вусиками як ноги. Серед цих зображень є знайдені в похованнях зображення богині з вусиками на ногах, у шапці калатосі, в оточенні рослинного орнаменту; ці зображення богині з вусиками на ногах стали більш численними протягом перших століть нашої ери і стали поширеним мотивом в оформленні саркофагів у Боспорському царстві. У скіфів один зі склепів у Неаполі Скіфському був прикрашений зображеннями маленьких фігурок з вусиками, а також фігурок з променистими головами.
Від образу богині з вусиками виник менш людський і більш монструозний тип іконографії, який можна побачити на сережках з Буторського кургану, тарілці з кургану Гайманова могила, срібному кубку з Маріїнського та срібній посудині з поховання поблизу Мелітополя.

#### Богиня тримає відрубану голову
Зображення Змієногої Богині, що тримає відрубану голову, що символізує жертвоприношення людини, що висить на Дереві Життя, були ще одним прикладом левантійського впливу, оскільки відрубані людські голови з'являлися в левантійських культах богинь, у яких богиня, що дарує життя вимагала смерті та відтворєю смерть свого партнера, якого вона кохала, вихолостила та вбила.
Отже, Змієнога богиня також мала кровожерливий аспект, і на північному узбережжі Чорного моря є свідчення людських жертвоприношень місцевим богиням, що супроводжувалися виставленням відрубаних голів жертв. Одну таку голову, розміщену на вівтарі поруч із зображенням богині рослинності, було знайдено в сарматському місті Ілутарум.
Тому Змієнога Богиня також мала кровожерливий аспект, і є підтвердження людських жертвоприношень місцевим богиням, що супроводжувалися показом відрубаних голів жертв на північному узбережжі Чорного моря; одна така голова, розміщена на вівтарі поруч із зображенням богині рослинності, була виявлена в сарматському місті Ілутарум. 
З цим аспектом Зміїної богині могла бути пов'язана скіфська практика відрубувати голови всім вбитим у бою ворогам і приносити їх своїм царям в обмін на військову здобич, зображення воїнів біля або з обезголовленими головами у скіфському мистецтві, а також підвіски у формі голів сатирів, знайдені в тих самих спорудах, що й зображення Зміїної богині та Артимпаси.

#### Богиня з піднятими руками
З трьох курганів, знайдених у Мастюгінському, Товстій могилі та Любимівському, виявлено численні підвіски до головних уборів, на яких зображено богиню з великими руками, піднятими у молитовному жесті, яка сидить на протомезах двох левів у профіль. Поза цієї богині відображає образ, який походить або з Лурестану, або з Кавказу, і інтерпретується як акт молитви до сонячного або небесного божества. Зображення цієї богині з кургану Товста могила показує її напівоголеною, з відкритими грудьми і лише з поперечним поясом над спідницею. Оголеність богині з піднятими руками споріднює її зі Змієногою богинею, яку часто зображують у топлес, а також з Артімпасою.
Пізніша боспорська богиня в такому ж молитовному жесті зображена з руками у формі листя або гілок. Як і попередня богиня з піднятими руками, ця богиня сидить на двох левах або на троні, оточеному левами. Листоподібні руки цієї богині, а також дикі тварини по боках пов'язують її з вусиконогою формою богині зі зміїними ногами, а отже, з Артімпасою.

#### Бородата богиня
На діадемі з кургану Куль-Оба Змієнога богиня зображена бородатою і крилатою у шапці-калатосі, з вусиками на ногах, що закінчувалися морськими чудовиськами, з яких проростали гранати, які поїдають птахи.
Змієнога богиня була зображена в андрогінному вигляді на авротаріоні IV ст. до н. е. з Понтійського степового регіону. Зображена з бородою, вусиками на ногах, у головному уборі калатос, увінчаному пальметкою, вона тримає за роги єдинорога пантеру або лева. Груди оголеного торсу цієї скульптури, а також коти, що оточують її, характерні для богинь епохи potnia thērōn, вказують на те, що вона богиня, а не бог.
Подібне зображення було знайдено на Олінфосі, на якому бородате крилате божество з орнаментом, що підкреслює її груди, зображене з двома пантерами, що виходять з-під її талії, між якими знаходиться голуб. Фасон пантер, що виходять з-під пояса богині, подібний до її зображення на кінському налобнику з Великої Цимбалки.
Змієнога богиня також була представлена в андрогінній формі на двох мармурових тронах IV століття до н. е. з Афін, кожен з яких прикрашений зображенням крилатого і бородатого божества з капелюхом калатос на голові, одягненого в жіночий одяг і тримаючого в руках кінці рослинних вусиків. Калатос сам по собі був атрибутом жіночих, а не чоловічих божеств, так само як і коти, що оточували її, характерні для богинь potnia thērōn.
Ще одне зображення IV ст. до н. е. Змієногої в андрогінній формі, знайдене в Афінах, являло собою фігуру з бородою, що прикрашає основу колони, вбрана в жіночий одяг і капелюх калатос, поруч з якою стоять крилаті єдинороги-пантери. І тут калатос був атрибутом жіночого, а не чоловічого божества, так само як і котячі, що оточували її, характерні для богинь potnia thērōn.

#### Інтерпретація
Зміїний аспект богині пов'язаний зі складною символікою змій у різних релігіях через їхню здатність зникати в землі, отруту, скидання шкіри, плодючість і звивистість, які асоціюються з підземним світом, смертю, оновленням і родючістю:  будучи здатними переходити зі світів над і під землею, а також приносити як смерть, так і процвітання, змії були символами родючості та відродження.
Вусики кінцівок богині також мали подібну функцію, і вони символізували родючість, процвітання, оновлення та загробне життя, оскільки вони виростають із Землі, всередині якої були померлі, і щороку розквітають знову.
Таким чином, Змієнога богиня була лімінальною фігурою, яка заснувала династію, і була лише наполовину людиною, але виглядала як змія, будучи істотою, здатною безперешкодно переходити між світами живих і мертвих.
Форми зображень Змієногої богині подібні до Дерева життя, що з'єднує верхню та нижню сфери Всесвіту, а також символізує вищу життєдайну силу, і тому зливається з образом богині родючості, а також додатково пов'язана з іранським міфом про створення світу з птахом Сімургом, що спочиває на дереві Saēna. Змії та грифони, а також зображення богині на зміїних ногах поряд з хижими котячими тваринами також характеризували її як королеву тварин (potnia thērōn), на додаток до того, що вона була богинею рослинності Дерева Життя.
Як і Артімпаса, Змієнога богиня також була жіночим божеством, але в ритуалі та культі, а також в іконографії та обряді поставала в андрогінній формі. Ця андрогінність репрезентувала повну інклюзивність Зміїної Богині в її ролі первісної прародительки людства. Андрогінність Зміїної Богині також посилювала її притаманну їй дуальність, представлену зміїними та вусиковими кінцівками.
У скіфському генеалогічному міфі зміїні ноги богині-матері та її місце проживання вказує на те, що вона походить зі Скіфії. Неоднозначні риси богині-матері, а саме те, що вона була одночасно і людиною, і твариною, високопоставленою і низькою, жахливою і спокусливою, відповідали грецьким уявленням про скіфів. Тому, хоча вона і правила землею, її королівство було порожнім, холодним, безлюдним і без жодних ознак цивілізації. Роль Змієногої богині в генеалогічному міфі не відрізняється від ролі сирен і подібних нелюдських істот у грецькій міфології, які існували як трансгресивні жінки, що жили поза суспільством і відмовлялися підкоритися шлюбному ярму, а замість цього вибирали своїх партнерів змушуючи їх приєднатися до себе. Проте, на відміну від істот грецького міфу, скіфська діва-змія не вбила Геракла, який намагається вибороти у неї свободу.

#### Грецькі ідентичності
Греки Понтійської Ольвії, які вважали святилище Гілеї спільним як для скіфів, так і для них самих  часто ототожнювали Змієногу богиню зі своїми власними богинями Деметрою та Гекатою.
З цим ототожненням Змієногої богині могли бути пов'язані зображення Деметри та її дочки Персефони на скіфських декоративних тарілках грецького виробництва.

### Святилища
Напис грецькою мовою, датований пізнішим 6-м століттям до нашої ери, зафіксував існування святилища, в якій були розташовані вівтарі:
- бога річки Борисфена;
- Таргітай (Targī̆tavah), згадується в написі як Геракл;
- Змієнога Богиня, згадувана в написі як «Мати Богів», ймовірно тому, що греки ототожнювали зі своєю матір'ю богів, Кібелою, через її хтонічну природу.

Напис вказує на розташування цього святилища в лісистій місцевості Гілеї, де, згідно зі скіфським генеалогічним міфом, знаходилася резиденція богині Змієногої богині, і де вона разом з Таргітаєм стала прародителькою скіфів. Божества, яким були присвячені вівтарі святилища, присутні у скіфському генеалогічному міфі. Жертовники у святилищі Гілеї були розташовані просто неба, а не в межах якоїсь більшої споруди чи будівлі.

### Священнослужителі
Анарії, які були священиками-трансвеститами Артімпаси, також були пов'язані з культом Змієногої богині. 

### Обряди
Зображення Змієногої Богині використовувалося в шаманських обрядах через її приналежність до Артімпаси, один зі скіпетрів з Олександропільського кургану був прикрашений її зображенням, а інші голови скіпетрів були оснащені дзвіночками або прикрашені схематичними деревами з птахами, що сидять на них.
Жінки здійснювали ритуали у святилищі Гілеї, де знаходився вівтар Змієногої богині, а скіфський царевич Анахарсіс був убитий своїм братом, царем Савлієм, за те, що приносив жертви Змієногій богині у цьому святилищі.

## За межами Скіфії

### Кубанська область
Зображення змієногої богині також були знайдені в синдо — меотійських областях на азійському боці Кімерійського Босфору, а її зображення у формі вусиків стали більш поширеними в перші століття нашої ери та з'явилися в боспорських грецьких містах, де вони стали поширеним малюнком на саркофагах, а також у могилах в Херсонесі.

### Боспорське царство
Можливий сіндо — меотійський варіант Змієногих богинь з'являється в Боспорському царстві під ім'ям Aphroditē Apatouros (Αφροδιτη Απατουρος).  Епітет богині Apatouros (Απατουρος) походить від імені на синдійському діалекті скіфської мови, що означає «могутня вода» або «швидка вода», що складається з термінів ap-, що означає «вода», і tura-, що означає «швидкий» або «могутній». Культ цієї богині мав місцеве сіндо-меотійське походження і був перейнятий греками, які під час колонізації Таманського півострова синкретизували її з власною Афродітою Уранією.
Оскільки стародавні греки не розуміли значення епітета Apatura, Страбон спробував пояснити його як похідне від грецького слова apatē (απατη), що означає «підступність», через переказ легенди про цю богиню, згідно з якою на неї напали гіганти і вона покликала на допомогу «Геракла», тобто бога Таргітая. Сховавши «Геракла», богиня під виглядом представлення велетнів по одному підступно передала їх «Гераклу», який їх і вбив.
Попередньо припускають, що ця легенда про Афродіту Апатурос і гігантів була частиною того ж наративу, що й скіфський генеалогічний міф. Згідно з цією гіпотезою, нагородою Афродіти Апатурос «Гераклу» за перемогу над Гігантами було б її кохання. 

### Південний Крим
Таврійська Партенос (Παρθενος), богиня, якій, згідно з Геродотом з Галікарнасу, таври приносили в жертву людей, що зазнали корабельної аварії, та греків, захоплених під час морських набігів, а їхні голови виставляли на жердині, могла бути ще однією формою Змієногої богині якій поклонялися нескіфи.

### Фракія

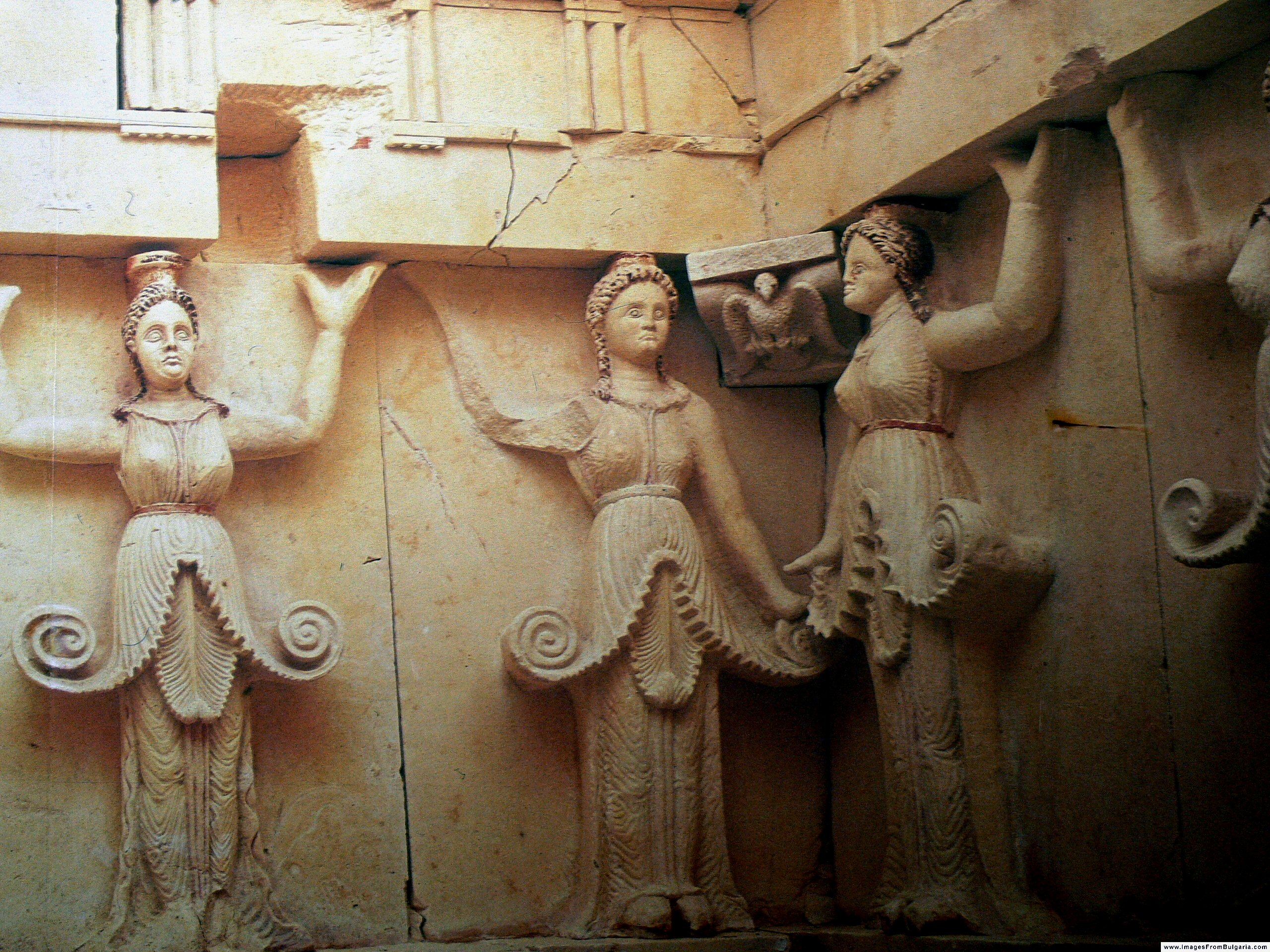
Каріатиди фракійської гробниці Свештарі із зображенням фракійських варіантів Змієногої богині

Фракійські інтерпретації скіфської Змієногої богині з'являються у фракійській гробниці у Свештарах як каріатиди з жіночими тілами, одягненими в калатоподібні шапки та хітони зі складками у формі квіткових волют, між якими є акантос. Їхні непропорційно великі підняті руки, які або тримають волюти, або підняті так, щоб здавалося, що вони підтримують антаблемент, схожі на богиню з піднятими до обличчя руками, зображену на серії фракійських вотивних табличок. Над каріатидами настінний розпис зображує богиню, яка тримає корону і простягає руку до вершника, що наближається. Загальна сцена представляє посмертну героїзацію фракійського вельможі і зображує ті ж елементи комплексу «Велика богиня-дрібна богиня», що й у стосунках між Артімпасою та Змієногою богинею.
Фракійський еквівалент Змієногої богині також міг з'явитися в серії табличок з вуздечки коня з Летниці. На одній із табличок зображено сидячу чоловічу фігуру (героя предків і, ймовірно, фракійський еквівалент скіфського «Геракла») з жіночою фігурою (фракійська Велика Богиня), яка осідає його зверху, обидва явно вступають у статевий акт і символізують набуття царем царської влади через зносини з Великою Богинею подібно до отримання царської влади скіфським царем через його союз з Артімпасою. Позаду Великої Богині стоїть інша жінка, яка тримає в одній руці посудину, а в іншій — гілку, яка закриває погляд героя; ця фігура є богинею рослинності з ектатичним аспектом, який символізується посудиною, яку вона тримає, яка містить священний напій, і чий зв'язок із Великою Богинею аналогічний зв'язку Змієногої Богині з Артімпасою.
Також було виявлено кілька фракійських стел і вотивних табличок із зображенням вершника, що стоїть або сидить перед Великою Богинею, а між ними стоїть дерево з звивистою змією, що свідчить про подібність фракійських і скіфських уявлень про Велику Богиню та приналежність до неї богині-змії, яку вважали праматір'ю людей.

### У Греції
Наприкінці V століття до нашої ери в Греції почали з'являтися образи, натхненні Змієногою богинею. На аттичних вазах з'явилися жіночі прототипи, що походять від орнаментів сувоїв, серед яких дві лекіфої були прикрашені зображенням жіночої голови в шоломі між гілками.
Згодом образ Змієногої богині став поширеним у Північній Греції протягом 4 століття до н. е. У Македонії на мозаїці з палацу Айгаї з'являються жіночі напівфігури в капелюхах-калатоях та листяних спідницях, а на фронтонах надгробків IV століття до н. е. з Айгаї зображена крилата богиня з вусиками на ногах у калатосі.
У Перинфі жіночі постаті, що піднімаються з листя аканта, були зображені на капітелях пілястр IV століття до н. е., а зображення двох людських фігур, що перетворюються на стебла аканта в талії, прикрашали надгробну стелу в Етолії. На мозаїчній підлозі з Епідамноса в Іллірії була зображена жіноча голова, що виростає з квітів.
Наприкінці IV століття до нашої ери Змієнога богиня була виліплена на капітелі кіпрського міста Саламін, який був центром поклоніння «Астарті-Афродіті».
Зображення Змієногих богинь було популярним у Халкідіках, а знайдений в Афінах надгробок Філіппоса, сина Форіска з Паллени в Халкідіці, мав акротеріон, прикрашений прощальною сценою із зображенням Змієногої богині.
Крилата богиня з вусиками прикрашала золоту діадему з Еретрії, а подібні зображення були знайдені на золотих діадемах IV і III ст. до н. е., на одній з яких богиня оточена грифонами, а на іншій це зображення повторюється шість разів.
У період елліністичного періоду прикрасою Парфенона в Афінах був рельєф крилатої богині з вусикамив супроводі маленького лева, який ховався під листям.
Образ богині з рослинними пагонами замість ніг стало популярним у головних культових центрах різних богинь в елліністичній Анатолії, а зображення крилатого жіночого торсу в капелюсі калатос, що виходить із листя акантосу прикрашало акратерій Артеміди Лейкофрієни в Магнесії та капітелі храму Зевса Сосиполіса, який був тісно пов'язаний з Артемідою Лейкофрієною. Це зображення також присутнє в оздобленні «мегаранських чаш» II ст. до н. е., виготовлених у Пергамі, та на фризі целли Артемісіона в Ефесі, де сукня статуї Артеміди прикрашена зображеннями оголених вусикових фігур, що чергуються з бджолами.
В Афродисії образ богині в листяній спідниці, що тримає стебла акантосу, прикрашає капітелі пілястр над головним входом до лазень Адріана.
У Мемфісі в Єгипті богиня з вусиками прикрашає елліністичний шолом і, ймовірно, була запозичена з македонської художньої традиції зображення таких фігур.
У Термессосі образ Змієногої богині з'явився на декораціях міського театру, а пропілеї храму Афродіти були прикрашені жіночими фігурами, що виникали з листя акантосу. 

### В Італії та Римі
Зображення вусистої кінцівки вперше з'являється в етруському Черветері у VII або VI столітті до н. е. на парі однакових золотих бляшок із зображенням двох гілок, що закінчуються пальметичним орнаментом, які проростають з-під грудей жіночої істоти. Це були найбільш ранні зображення такої фігури в етруському мистецтві, і подібна фігура з'являється на срібній кісті з Палестрини, прикрашеній жіночою головою з волютами, що виходять з грудей над пальметтою. Присутність зображення крилатих жіночих істот зі зміїними кінцівками на серії етруських урн дозволяє припустити, що відповідна фігура могла існувати в Етруська релігії.
Цей образ дав початок тривалій мистецькій традиції зображення богині з вусиками в італійському мистецтві, яка продовжувала фігурувати в мистецтві пізнішої Римської республіки та Римської імперії.
Образ богині з рослинними пагонами замість ніг залишався популярним у головних культових центрах різних богинь в Анатолії протягом римського періоду. Зображення богині, що з'являється з квіткового сувою, а з її обличчя та шиї проростає листя, також зустрічається у храмі Атар у Хірбет-ет-Таннур, а крилаті жіночі фігури з листя прикрашали один з фронтонів у Баальбеку.
Зображення жіночої фігури в листяній спідниці, яка тримає стебла квітів, було розташоване на вершині входу в храм Адріана. 

## Подальше читання
- Buiskikh, Alla. «On the Question of the Stylistic Influences reflected in the Architecture and Art of Chersonesos: 'Snake-legged Goddess' or Rankenfrau». In: Ancient Civilizations from Scythia to Siberia 13, 3–4 (2007): 157—181. doi: https://doi.org/10.1163/092907707X255746